# Шевцов Юрій Миколайович
Юрій Миколайович Шевцов (2 серпня 1913 — 23 січня 1996) — український радянський діяч, 1-й заступник голови Вінницького обласного виконавчого комітету, 1-й секретар Вінницького промислового обкому КПУ. Депутат Верховної Ради УРСР 6-го скликання.

## Біографія
Трудову діяльність розпочав у 1931 році слюсарем цукрового заводу. Потім працював у редакціях обласних газет у Києві та в Харкові.
У 1939 році закінчив Всесоюзний заочний інститут харчової промисловості.
У 1939—1953 роках — інженер, заступник директора, директор Кам'янського цукрового комбінату на Черкащині; директор Моївського цукрового комбінату Вінницької області. 
Член ВКП(б) з 1940 року.
У березні (затв. у квітні) 1953 — січні 1963 року — 1-й заступник, заступник голови виконавчого комітету Вінницької обласної ради депутатів трудящих.
У січні 1963 — грудні 1964 року — 1-й секретар Вінницького промислового обласного комітету КПУ.
У грудні 1964 — 1970 року — секретар Вінницького обласного комітету КПУ.
У 1970—1973 роках — начальник Вінницького територіального управління Головпостачу Української РСР.

## Нагороди
- орден Леніна (26.02.1958)
- орден Трудового Червоного Прапора (1966)
- орден «Знак Пошани» (8.08.1963)
- медалі